# Isabella – Mit blanker Brust und spitzem Degen
Isabella – Mit blanker Brust und spitzem Degen (Originaltitel: Isabella, duchessa dei diavoli, auf Deutsch: Isabella, Herzogin der Teufel) ist ein italienischer Spielfilm aus dem Jahr 1969 von Bruno Corbucci. Das Drehbuch wurde von Mario Amendola, Giorgio Cavedon und Elisabeth Forster verfasst. Die Hauptrollen sind mit Brigitte Skay, Mimmo Palmara und Fred Williams besetzt. Seine Weltpremiere hatte der Film am 30. August 1969 in Italien. In Deutschland konnte man ihn erstmals am 15. Mai 1970 im Kino sehen.

## Handlung
Als Isabella de Frissac gerade mal zwei Jahre alt war, musste sie mit ansehen, wie einer aus dem Geschlecht derer zu Toulouse ihre Familie umbrachte, um sich deren Gebiet einverleiben zu können. Isabella allein entkommt und wird von Zigeunern großgezogen. Aber ihr adliges Geschlecht bleibt nicht unerkannt; sie kommt zu befreundeten Fürsten, wo sie allerdings knapp einem Mordanschlag des Toulousers entgeht. Da beschließt sie, ihr rechtmäßiges Erbe zurückzuerkämpfen. Mit List – eben mit „blanker Brust und spitzem Degen“ – gelangt sie in das Schloss, verwundet ihren Todfeind, wird gefasst, kann fliehen und den Verfolger festsetzen lassen. Doch als der dann rechtmäßig geköpft werden soll, rollt unter der Haube ein anderer Kopf hervor: Der Toulouser reitet von dannen und schwört Rache.

## Kritik
Das Lexikon des internationalen Films bemerkt lapidar, bei dem Film handle es sich um ein „Mantel und Degenstück mit eingebauten Sex- und Brutalszenen.“ Der Evangelische Film-Beobachter fasst seine Kritik so zusammen: „Mit Sexszenen angereicherter Abenteuerfilm alten Stils um eine französische Adelige, die um ihr rechtmäßiges Erbe kämpft. Nur mäßig spannend und unbeholfen.“ L. Pestelli meinte in La Stampa, der Film „könne das Interesse des Publikums an der alten Geschichte nur mit Sex-Anreicherungen vor dem Ertrinken retten. Trotz dieses Ausmaßes an Nacktheit verspielt der Film seine Pluspunkte durch allzu strenges Befolgen bewährtester Handlungsstränge.“